# Bironium taurus
Espèce
Bironium taurus est une espèce de coléoptères de la famille des Staphylinidae et de la sous-famille des Scaphidiinae.

## Répartition et habitat
Cette espèce est décrite de la province de Papouasie, en Indonésie.

## Systématique
Le nom valide complet (avec auteur) de ce taxon est Bironium taurus Löbl, 2021.

## Étymologie
Son épithète spécifique dérive du latin taurus, « taureau », et fait référence aux deux proéminences présentes sur le lobe médian de l'édéage.

## Publication originale
- (en) Ivan Löbl, « A review of the Bironium Csiki, 1909 (Coleoptera: Staphylinidae: Scaphidiinae) of New Guinea and the Moluccas », Acta Musei Moraviae, Scientiae Biologicae, vol. 106, no 2,‎ 2021, p. 227-248 (ISSN 1211-8788, lire en ligne).